# In God's Hands
In God's Hands är en singel från Nelly Furtados tredje studioalbum Loose. 
Det finns tre versioner av låten, albumversionen som är på engelska och framförs endast av Nelly. Sedan finns det en version där låten framförs av Nelly Furtado på spanska och en annan engelsk version som framförs som en duett med sångaren Keith Urban. Den sistnämnda versionen blev Keiths mest framgångsrika singel i Kanada och låten nådde nummer 11 på Kanadas singellista. I Sverige nådde den nummer 58. Den har inte spelats så mycket i Sverige.